# 尼崎市
尼崎市（あまがさきし）は、兵庫県南東部の阪神間に位置する市。中核市および中枢中核都市に指定されている。1916年（大正5年）に市制施行。

## 概要

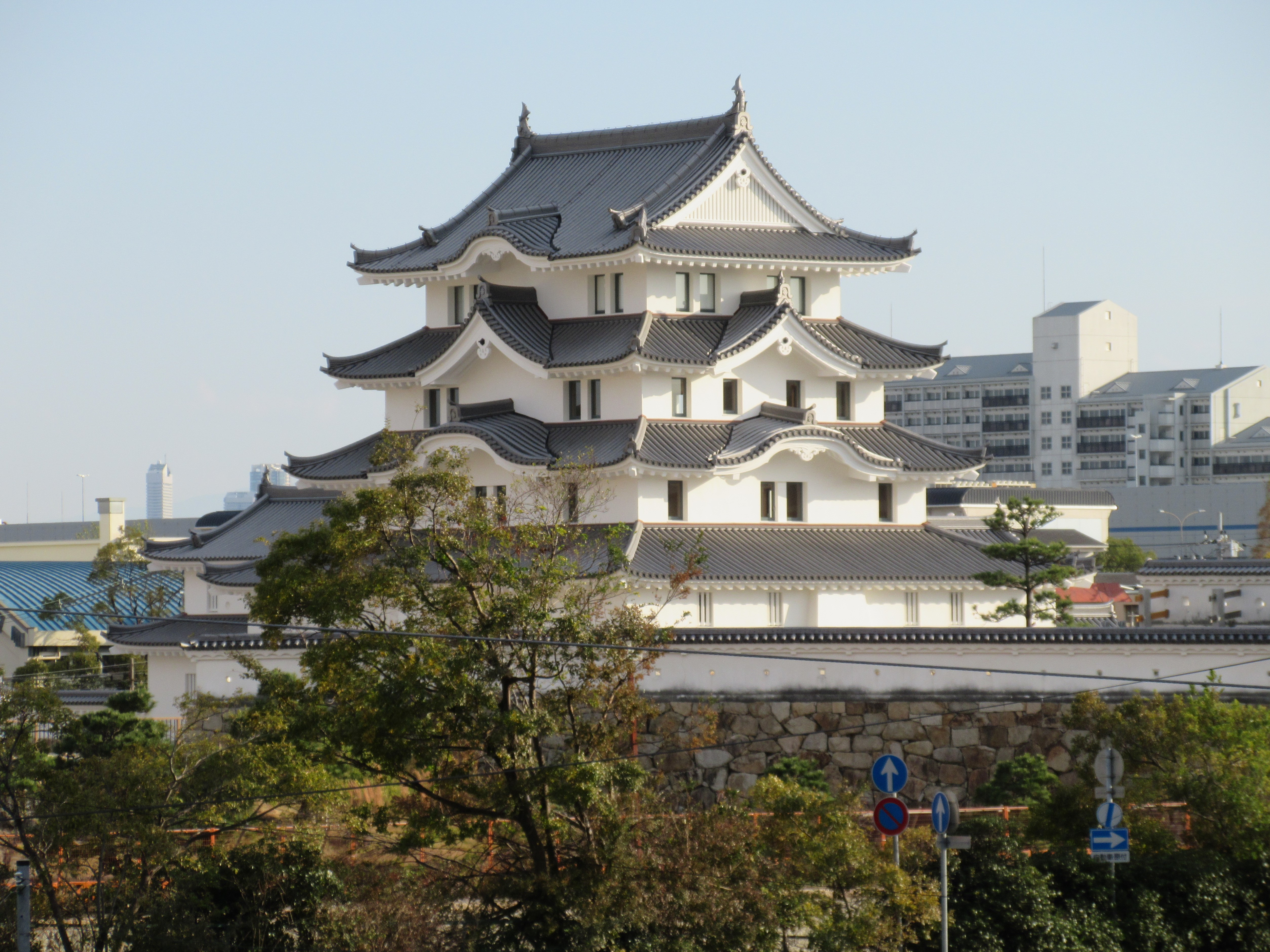
尼崎城復元天守閣

兵庫県の南東端に位置する市。大阪府の自治体を除いて大阪市に隣接する唯一の自治体で、市外局番も大阪市と同じ「06」（大阪MA）である（後述）。
尼崎藩の城下町を中心に、阪神工業地帯の工業都市へと発展した。神戸市・姫路市・西宮市に次いで兵庫県下第4位の規模の人口を有しており、人口密度では県内市区町で最も高い。
臨海部および名神高速道路・JR西日本福知山線（JR宝塚線）沿いの工業地域、阪神尼崎駅・JR尼崎駅周辺の商業地域の他は住宅地が大半を占め、大阪のベッドタウンと工業都市の両面の性格をあわせ持つ。
近年は、JRや阪神沿線を中心に、高層マンション群やショッピングセンター・巨大物流施設がみられるようになった。JR尼崎駅北側では大規模な再開発地域（アミング潮江、あまがさき緑遊新都心）が整備されている。また昭和初期以降、工場の地下水汲み上げによる地盤沈下により市域の3分の1が海抜ゼロメートル地帯となり、高潮による浸水被害に見舞われたが、その対策で1954年に建設された防潮堤は、東日本大震災後から補強工事が行われている。
また、隣接する伊丹市・豊中市に所在する大阪国際空港の地元自治体連合である大阪国際空港周辺都市対策協議会（10市協）の一員である。

### 市名
「尼崎」は、漁業など海に関わる仕事に就く人々を表す「尼」に地形を表す「崎」を合わせた地名で、元は現在の阪神大物駅以南周辺の臨海部を指していた。俗に「尼（）」と略して呼ばれ、江戸時代後期の事典『守貞謾稿』にも「摂の尼ヶ崎略て尼とのみも云」と記されている。共通語では「あまがさき」または「あまがさき」と発音されるが、地元では主に「あまがさき」と発音される（太字は高く発音する部分を表す）。

## 地理

尼崎市中心部周辺の空中写真。1985年撮影の18枚を合成作成。。

南は大阪湾に面し、西は西宮市、北は伊丹市、北東は豊中市、東は大阪市（西淀川区及び淀川区）海上を隔てて此花区に接しており、市域は大阪平野に含まれる。市南部臨海エリアには、地面が海水面よりも低い海抜０メートル地帯があり、度々洪水に悩まされてきた。

### 隣接する自治体・行政区
- 兵庫県
  - 伊丹市
  - 西宮市
- 大阪府
  - 大阪市（西淀川区、淀川区、此花区）
  - 豊中市

### 河川
- 淀川水系（一級水系）
  - 神崎川
  - 猪名川
    - 藻川
    - 左門殿川（さもんどがわ）
    - 中島川

  - 庄下川（しょうげがわ）
    - 東富松川（庄下川上流部）
    - 富松川
    - 昆陽川
    - 上坂部川
    - 伊丹川
- 武庫川（二級水系）
  - 六樋（武庫川の水を農業用水路に引くための取水口、六つの用水路に分かれる）
- 蓬川（よもがわ、二級水系）
  - 浜田排水路（上流部）

## 歴史
尼崎は、猪名川・神崎川の河口に12世紀ごろ形成された砂州が陸地化した土地である（地名にも「長洲（）」や「杭瀬（）」という地名があることからもそれは窺える）。市域の大半は摂津国川辺郡で、武庫川左岸地域が武庫郡となる。神崎が水陸交通の要所として、大物浦が海上交通の拠点として古くから栄え、江戸時代には戸田氏鉄によって大物浦に隣接する地に尼崎城下が整備された。なお、城下の東端を流れ、大阪府との府県境となっている左門殿川は、左門と通称された氏鉄が河川改修を手掛けたことによる。

### 難波七姓
室町時代、川辺郡南部の尼崎を拠点として西摂津を支配した赤松氏が配下とした武士団を「難波七姓」と称した。7家の数え方は文献により若干相違があるが、概ね小寺氏、広岡氏、奥島氏、高岡氏、加島氏、木島氏、大江氏、上村氏、行本氏等のことをいう。江戸時代を通して同地域に勢力を保つ尼崎市の旧家である。

### 年表
- 紀元前100年ごろ、弥生時代、上ノ島で稲作がはじまり、このころから田能で人々の生活が始まる。
- 400年ごろ、古墳時代、池田山古墳（4世紀後半）、御園古墳（5世紀後半）、伊居太古墳（5世紀末）など塚口古墳群が築かれる。
- 500年ごろ 猪名県主などの豪族が支配した。
- 756年 東大寺の荘園として猪名荘が成立する。
- 785年 長岡京遷都に際して、平安時代後期には、現尼崎市域の神崎・浜崎・今福・杭瀬といった港が栄える。
- 11世紀ごろ 大物浦（大物町付近、淀川河口の要港）が繁栄する。
- 1185年 大物浦から源義経率いる源氏の軍が四国に撤退した平氏を追撃するため出航。
- 1350年 長遠寺が日恩により創建される。
- 1409年 性曇上人により塚口城が築かれる。
- 1420年 本興寺が日隆により創建される。
- 1467年 大内政弘によって市街地が焼き討ちにあう。
- 1487年 薬師寺氏により富松城が築かれる。
- 1531年 大物崩れ。敗れた細川高国が広徳寺で自害。
- 1569年 織田信長によって市街地が焼き討ちにあう。
- 1617年 尼崎藩が設置され、戸田氏鉄により尼崎城が築かれて城下町となる。
- 1871年 廃藩置県により尼崎県となる。
- 1872年 兵庫県に編入。
- 1873年 市内最初の小学校、常松小学校（後の尼崎市立武庫小学校）が開校。
- 1874年 大阪と神戸を結ぶ官設鉄道（後の東海道本線、JR神戸線）が開通し、神崎ステーション（現・JR尼崎駅）が設置される。
- 1889年 尼崎紡績（現・ユニチカ）が発足。このころから工業が発展しはじめる。
- 1891年 尼崎市と伊丹市を結ぶ川辺馬車鉄道（のち摂津鉄道・阪鶴鉄道を経て、現・JR福知山線（JR宝塚線）、旧国鉄尼崎港支線）が開通し、尼ヶ崎駅（後の尼崎港駅）、大物駅、長洲駅、塚口駅が設置される。
- 1905年4月12日 大阪と神戸間を結ぶ日本初の本格的都市間電気鉄道、阪神電気鉄道本線が営業開始。杭瀬駅、大物駅、尼崎駅、出屋敷駅、武庫川駅が設置される。
- 1905年7月13日 阪鶴鉄道福知山線の大物駅、長洲駅が廃止。
- 1912年4月16日 鉄道院福知山線尼崎港支線に金楽寺駅が設置される。
- 1917年4月26日 - 初代の市章を制定する[3]。
- 1920年 阪神急行電鉄（後、京阪神急行電鉄を経て、現・阪急電鉄）神戸線・伊丹線が開通。当初、市内には塚口駅のみを設置（園田駅は1936年、武庫之荘駅は1937年の設置）
- 1927年 阪神国道（現・国道2号）が開通。国道上の交通機関として阪神国道電軌（後・阪神国道線）開業。
- 1932年7月20日 鉄道省東海道本線須磨駅 - 吹田駅間電化開業にあわせて立花駅が設置される。
- 1934年9月21日 室戸台風による暴風雨。庄下川、蓬川の堤防が決壊して市内が冠水[4]。死者145人、負傷者527人、行方不明7人の被害を受けた
- 1936年8月4日 2代目の市章を制定する[5]。
- 1945年6月1日・6月15日 米軍のB29による大空襲によって大きな被害をうける。
- 1947年6月12日 昭和天皇が市内に行幸（昭和天皇の戦後巡幸に一環）。三菱化成尼崎工場を視察した[6]。
- 1948年3月8日 尼崎市交通局（尼崎市バス）発足。
- 1950年 ジェーン台風により死者23人、負傷者228人、行方不明6人の被害を受けた。
- 1951年9月9日 末広町に存在した関西電力の火力発電所内で蒸気発生管が爆発。死亡4人、重軽傷6人[7]。
- 1952年9月14日 臨時駅として阪神本線武庫川駅 - 出屋敷駅間に尼崎センタープール前駅が設置される（1963年に常設駅化）。
- 1953年 公立高校入試において総合選抜を実施。
- 1955年 尼崎の海岸部全域を覆う大防潮堤建設が完了する。
- 1962年 市庁舎竣工。設計は村野藤吾。
- 1963年7月16日 日本初の都市間高速道路として名神高速道路、尼崎 - 栗東間（71.1km）が開通。
- 1964年 台風20号により、負傷者1人の被害を受けた。
- 1975年 阪神国道線を廃止。
- 1981年4月1日 国鉄福知山線伊丹駅 - 塚口駅間に猪名寺駅が設置される。尼崎港支線旅客営業廃止、貨物線となる。これに伴い、金楽寺駅が廃止となる。
- 1984年2月1日 国鉄福知山線尼崎港支線が廃線となり、尼崎港駅が廃止。
- 1995年1月17日 阪神・淡路大震災発生。市内での死者49人、負傷者7145人。
- 2001年4月1日 県下で初となる特例市の指定を受けて移行。
- 2005年4月25日 JR福知山線脱線事故が発生。死者107人。
- 2008年 総合選抜廃止。
- 2009年3月20日 阪神西大阪線（尼崎駅 - 西九条駅）が阪神なんば線に線名変更され、大阪難波駅まで延伸開業。
- 2009年4月1日 県下で3番目となる中核市へ移行。
- 2016年3月20日 尼崎市交通局の路線バス運行を阪神バスに移譲。これにより、兵庫県内の公営バスは神戸市と伊丹市のみとなる。
- 2018年 中枢中核都市に選定される。
- 2018年 昭和通4丁目及び5丁目、昭和南通4丁目及び5丁目、神田北通2丁目から4丁目、神田中通2丁目から4丁目、神田南通1丁目が暴力団排除条例の改正に伴い暴力団排除特別強化地域に指定[8]。
- 2021年 神田南通3丁目の風俗街「かんなみ新地」に市と尼崎南署が連名で警告を出し、全店が廃業[9]。

### 行政区画の変遷
- 1889年（明治22年）4月1日 - 町村制施行により、川辺郡尼崎町、別所村、竹谷新田（飛地を除く）、大洲村、大物村（大部分）、西難波村（飛地）の区域をもって尼崎町が発足。旧・尼崎城内（南浜）に町役場を設置。
- 1916年（大正5年）4月1日 - 川辺郡尼崎町、立花村の一部（大字東難波・西難波）が合併して尼崎市が発足。合併時の尼崎市の面積は7.588km^2、人口は32013人。兵庫県下では、神戸市・姫路市に次いで3番目に市制を施行。
- 1936年（昭和11年）4月1日 - 尼崎市、川辺郡小田村が合併し、改めて尼崎市となる。
- 1942年（昭和17年）2月11日 - 川辺郡立花村、武庫郡武庫村、大庄村を編入。
- 1947年（昭和22年）3月1日 - 川辺郡園田村を編入。
- 1969年（昭和44年）4月1日 - 武庫川西岸の西昆陽字田近野を西宮市に編入。同東岸の西宮市平左衛門町を編入[10]。

## 地域

### 人口
かつては神戸市に次いで県下2位であったが、人口減により姫路市および西宮市に抜かれ、現在は4位である。ただし人口密度は兵庫県内の市町村で最も高く、日本国内においても30位以内に入る。
1971年の55万4155人から減少を続けていたが、徐々に減少傾向は緩やかになり、2008年は37年ぶりに人口増加を記録した。
| |                                        |  |
| 尼崎市と全国の年齢別人口分布（2005年） | 尼崎市の年齢・男女別人口分布（2005年） |  |
| ■紫色 ― 尼崎市 ■緑色 ― 日本全国 | ■青色 ― 男性 ■赤色 ― 女性              |  |
| 尼崎市（に相当する地域）の人口の推移 \| 1970年（昭和45年） \| 553,696人 \| \| \| 1975年（昭和50年） \| 545,783人 \| \| \| 1980年（昭和55年） \| 523,650人 \| \| \| 1985年（昭和60年） \| 509,115人 \| \| \| 1990年（平成2年） \| 498,999人 \| \| \| 1995年（平成7年） \| 488,586人 \| \| \| 2000年（平成12年） \| 466,187人 \| \| \| 2005年（平成17年） \| 462,647人 \| \| \| 2010年（平成22年） \| 453,748人 \| \| \| 2015年（平成27年） \| 452,563人 \| \| \| 2020年（令和2年） \| 459,593人 \| \| |                                        |  |
| 総務省統計局 国勢調査より |                                        |  |
| 1970年（昭和45年） | 553,696人                              |  |
| 1975年（昭和50年） | 545,783人                              |  |
| 1980年（昭和55年） | 523,650人                              |  |
| 1985年（昭和60年） | 509,115人                              |  |
| 1990年（平成2年） | 498,999人                              |  |
| 1995年（平成7年） | 488,586人                              |  |
| 2000年（平成12年） | 466,187人                              |  |
| 2005年（平成17年） | 462,647人                              |  |
| 2010年（平成22年） | 453,748人                              |  |
| 2015年（平成27年） | 452,563人                              |  |
| 2020年（令和2年） | 459,593人                              |  |

### 地区・町名一覧
市内は旧町村域をもとにした6地区に分けられている。御園町（中央地区）と御園（園田地区）という似た地名がある。
中央地区
おおむね旧尼崎町域。かつては市役所があり、本庁地区とも称した。阪神尼崎駅を中心とした南中部。
- 開明町
- 神田北通
- 神田中通:
- 神田南通
- 北城内
- 北竹谷町
- 北大物町
- 北初島町
- 玄番北之町
- 玄番南之町
- 汐町
- 昭和通
- 昭和南通
- 竹谷町
- 大物町（1丁目の一部を除く）
- 建家町
- 築地
- 寺町
- 中在家町
- 西海岸町
- 西桜木町
- 西高洲町
- 西大物町
- 西難波町
- 西本町
- 西本町北通
- 西松島町
- 西御園町
- 西向島町
- 東海岸町
- 東桜木町
- 東高洲町
- 東大物町（1丁目の一部を除く）
- 東難波町
- 東初島町
- 東浜町
- 東本町
- 東松島町
- 東御園町
- 東向島西之町
- 東向島東之町
- 扶桑町
- 船出（東海岸町地先より分離）
- 御園町
- 南城内
- 南竹谷町
- 南初島町
- 宮内町
- 蓬川荘園

小田地区
おおむね旧小田村域。JR尼崎駅を中心とした南東部。
- 今福
- 梶ケ島
- 神崎町
- 金楽寺町
- 杭瀬北新町
- 杭瀬寺島
- 杭瀬本町
- 杭瀬南新町
- 久々知
- 久々知西町
- 潮江
- 下坂部（4丁目の一部を除く）
- 常光寺
- 善法寺町
- 高田町
- 大物町（1丁目の一部）
- 次屋
- 長洲中通
- 長洲西通
- 長洲東通
- 長洲本通
- 西川
- 西長洲町
- 額田町
- 浜
- 東大物町（1丁目の一部）
- 名神町（3丁目）
- 弥生ケ丘町

大庄地区
おおむね旧大庄村域。武庫川駅などを含む南西部。
立花地区
おおむね旧立花村域。立花駅を中心とした北中部。現在の市役所は立花地区に所在。阪急塚口駅は北側が含まれる（南側は園田地区）。
- 大西町
- 尾浜町
- 上ノ島町
- 栗山町
- 三反田町
- 立花町
- 塚口町
- 塚口本町
- 富松町
- 七松町
- 西立花町（1丁目全域と2・3丁目の一部）
- 東七松町
- 水堂町（4丁目の一部を除く）
- 南塚口町（5・6丁目の一部と7・8丁目全域）
- 南七松町
- 南武庫之荘（2・3丁目）
- 武庫之荘東（2丁目）
- 武庫之荘本町（3丁目の一部）
- 名神町（1・2丁目）

武庫地区
おおむね旧武庫村域。武庫之荘駅を中心とした北西部。
- 常松
- 常吉
- 西昆陽
- 水堂町（4丁目の一部）
- 南武庫之荘（2・3丁目を除く）
- 武庫町
- 武庫の里
- 武庫之荘
- 武庫之荘西
- 武庫之荘東（1丁目）
- 武庫之荘本町（3丁目の一部を除く）
- 武庫元町
- 武庫豊町

園田地区
おおむね旧園田村域。園田駅から塚口駅にかけて広がる北東部。
難読地名
椎堂（）、若王寺（）、食満（）、昆陽（）、大物（）

### 住宅団地
- 都市再生機構ルミエール千鳥（千鳥団地を建て替えた住宅団地）
- 都市再生機構シティハイツ尼崎駅前
- 都市再生機構ルゼフィール立花
- 都市再生機構ルゼフィール尼崎金楽寺町
- 都市再生機構ルゼフィール潮江
- 都市再生機構パークタウン西武庫（西武庫団地を建て替えた住宅団地）
- 県営浜つばめ住宅
- 県営尼崎立花北住宅
- 県営尼崎高田住宅
- 県営尼崎尾浜住宅
- 県営尼崎東難波住宅
- 県営尼崎常松住宅
- 県営尼崎猪名寺住宅
- 県営尼崎武庫住宅
- 県営尼崎西川住宅
- 県営尼崎西難波住宅
- 県営尼崎水堂住宅
- 県営尼崎大庄住宅
- 県営尼崎杭瀬住宅
- 兵庫県住宅供給公社アメニティコート尼崎
- 杭瀬団地
- 東園田団地
- 御園団地

かつて存在した住宅団地
- 住宅・都市整備公団千鳥団地（建て替えられ「ルミエール千鳥」となった）
- 都市再生機構西武庫団地（建て替えられ「パークタウン西武庫」となった）

## 姉妹都市・提携都市
- 兵庫県美方郡香美町
- アウクスブルク市（ドイツ連邦共和国バイエルン州）
- 鞍山市（中華人民共和国・遼寧省）

### NATS（ナッツ）
隣接する4つの中核市が連携し府県の枠組みを超えた連携を目指している。
- 西宮市（兵庫県）（Nishinomiya）
- 尼崎市（兵庫県）（Amagasaki）
- 豊中市（大阪府）（Toyonaka）
- 吹田市（大阪府）（Suita）

## 市のシンボル

初代の尼崎市章

### 市章・市旗
市制施行の翌年である1917年（大正6年）4月26日の市会において、尼崎藩の槍印を基に工業都市の「工」と片仮名の「アマ」を組み合わせた初代の市章が制定された。隣接する大阪市の市章（澪標）とデザイン面の類似性が指摘されることがある。1936年（昭和11年）に小田村と新設合併した際、小田村の「小」を現すため左右に2つの点が加えられて現在の形となった。市旗は白地に市章をマルーンで染め抜いたものが使用されている。

### 市歌
初代の市歌は1926年（大正15年）に歌詞を一般公募して制定された。作詞・福武周夫、作曲・小部卯八。
現行の2代目市歌は小田村との新設合併後、1940年（昭和15年）の皇紀2600年記念事業の一環で作詞を土井晩翠、作曲を東京音楽学校に依頼して制定され、タイヘイレコードがSP盤（M1730）を製造した。大時代的な歌詞だが、戦後もしばらく歌詞の一部を省略して小学校の運動会などの行事において演奏されていた。
この他、1969年（昭和44年）に市政広報番組の主題歌として作成された「きょうちくとうの願い」、1986年（昭和61年）に市制70周年を記念して作成された「ああ尼崎市民家族」、地元の女性デュオあまゆーずが制作した2015年（平成27年）発表の市制100周年記念PRソング「あまがすき」 などの愛唱歌が存在する。

### 木・花など
市の木はハナミズキ、市の花はキョウチクトウ、市の草花はベゴニアが選定されている。市の花は1952年（昭和27年）選定で、市の木と草花は1991年（平成3年）に選定された。市の鳥は選定されていない。
マスコットキャラクター（ゆるキャラ）は「あまっこ」ちゃんであり、尼崎市交通局のマスコットとして2003年に登場したものを廃止後の2016年に「尼崎市シティプロモーション推進キャラクター」の肩書きかつ本庁所属としたうえでそのまま制定したものである。

## 行政

### 政策
都市美化と景観への取り組み

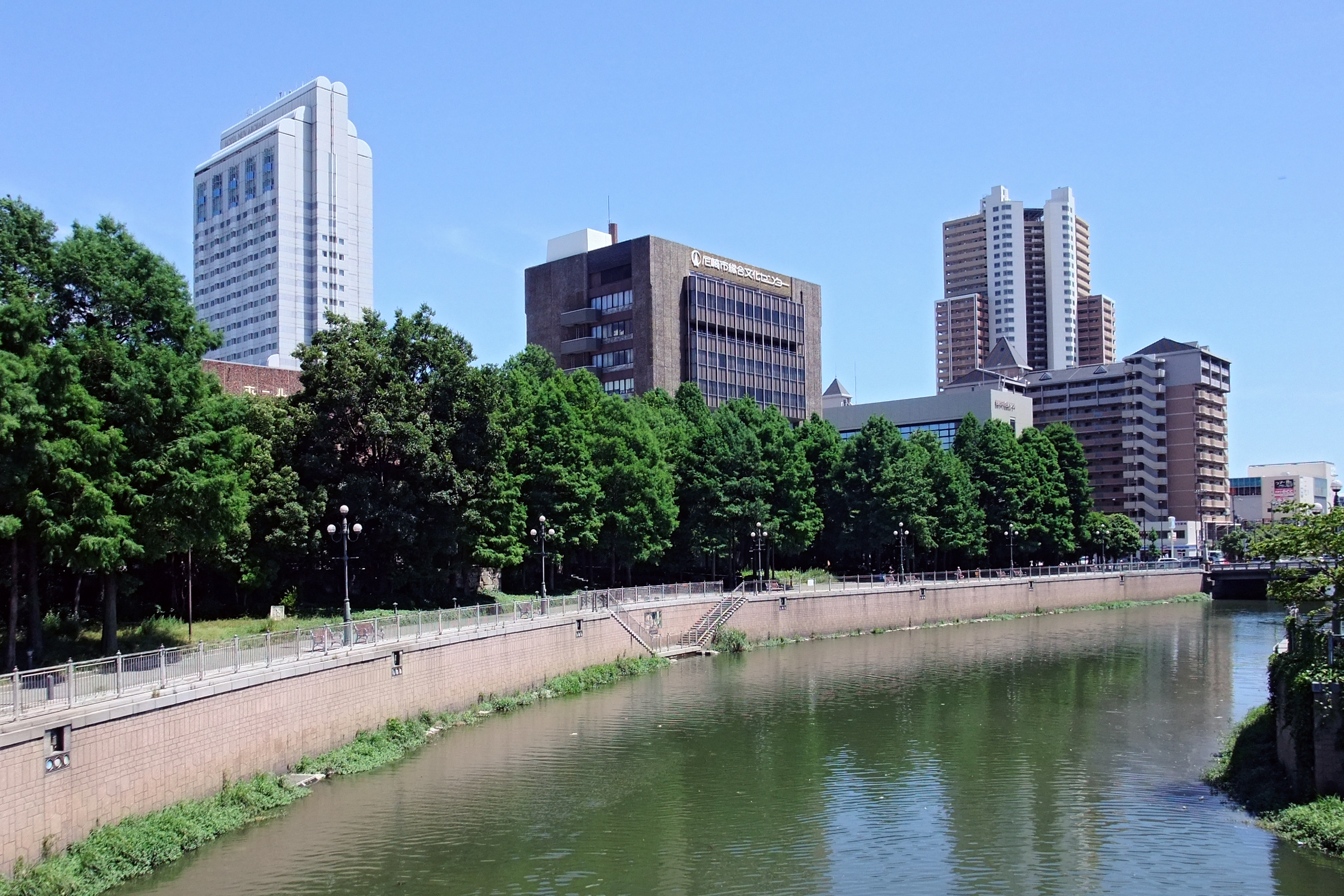
庄下川。対岸は都ホテル 尼崎（左側）と総合文化センター（中央、命名権契約前）

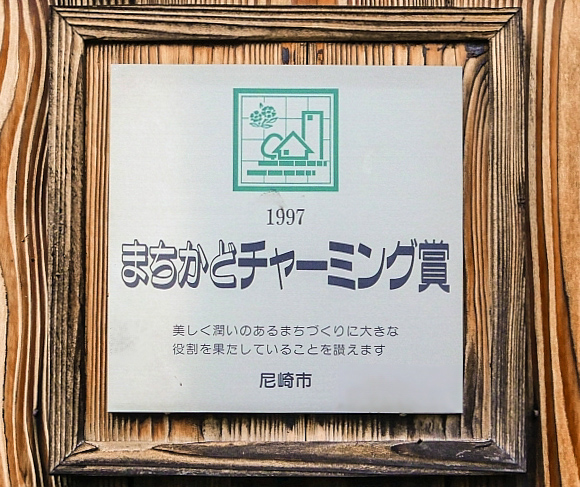
まちかどチャーミング賞

かつては阪神工業地帯の中核を担う工業都市として「工都」と号し、立ち並ぶ煙突が町の誇りとされる一方、公害の都市として有名であった。近年では、工業用排水・生活排水による汚染が著しかった市の中心部を流れる庄下川が、魚の住める状態にまで改善されたとして、2000年度の建設大臣賞「蘇る水100選」を受賞するなど、美化事業に力を入れている。
2010年まで行われた、NGO主催の「持続可能な地域社会をつくる日本の環境首都コンテスト」には2001年開催の第1回より毎年参加しており、特に2004年開催の第4回においては総合で4位、人口規模別で1位、地球温暖化防止部門の人口規模別で1位 となるなど、総合ランキングでトップ10の常連として名を連ねた。2013年には国により環境モデル都市に選定されている。
また、尼崎市では1986年（昭和61年）から、景観に対する優れた取り組みを表彰する「まちかどチャーミング賞」を実施している。歴史的建造物の保存のみならず、新規建造物も対象としており、2021年度（令和3年度）まで計10回行われた。
尼崎21世紀の森構想
尼崎市内の国道43号以南の約1,000ha を対象区域とし、21世紀を時間軸とした長期的な取り組みで行なう一大プロジェクトとして、兵庫県は、水と緑豊かな自然環境の創出による環境共生型のまちづくりをめざして、平成14年3月に「尼崎21世紀の森」構想を策定した。市民をはじめあらゆる主体の参画と協働により尼崎21世紀の森づくりを進めるために、2002年（平成14年）8月に「尼崎21世紀の森づくり協議会」が設置されている ほか、パイロットプロジェクトとして尼崎の森中央緑地（わんがんの森）の整備が進められている。また、構想区域内にある尼崎運河は、国土交通省が支援する「運河の魅力再発見プロジェクト」の第1次認定を受けている。
中核市移行
尼崎市は2007年（平成19年）5月21日、正式に中核市への移行を表明し、同5月23日に白井市長を本部長とする第1回中核市推進本部会議を開催した。
過去、人口要件は満たしていたものの、市域面積が約50km2と要件（人口50万人に達していない都市は面積100km2以上）に満たなかったが、第28次地方制度調査会で「面積要件については廃止することが適当」とされ、2006年（平成18年）6月7日に地方自治法の改正・施行により正式に中核市都市候補となった。のちに2008年（平成20年）10月16日付けの官報により政令の公布がなされ、2009年（平成21年）4月1日に中核市となった。
隣接する西宮市は2008年4月1日に中核市に移行しており、兵庫県下では姫路市と合わせ3市が中核市である。中核市への移行で県から多くの権限が委譲されたことに伴い、2014年（平成26年）には兵庫県の出先機関である阪神南県民局（尼崎市・西宮市・芦屋市を管轄）が規模を縮小した阪神南県民センターに改組された。
暴力団排除活動支援
市内に指定暴力団の本部事務所などがあることから、2019年、市は独自に「市暴力団排除活動支援基金条例」を制定。同年、暴力団追放兵庫県民センターが、暴力団事務所の使用差し止め請求を神戸地方裁判所に行った際に、条例による基金から一部援助を行った。
LGBTQに関する政策
2021年に職員と市民向けに啓発用の冊子「性の多様性への理解を深めるサポートブック」を作成し、カミングアウトしても安心できる職場環境づくりを促した。しかし、市保健所の幹部が保健所に所属するバイセクシュアル（両性愛者）の職員に対し、「不快に思う市民がいる」との市民団体の指摘を理由に「性的指向を市民に明かすことは公務員として不適切」と指導し、結果その職員は退職に追い込まれていたことが2019年にあったと2021年12月に報じられた。

### 市長
松本眞（2022年12月2日 - 現任（現在1期目））

#### 歴代市長
- 官選

1. 櫻井忠剛（旧・尼崎町長、1916年8月11日〜1922年5月18日）
2. 上村盛治（1922年6月20日〜1928年1月22日）
3. 櫻井忠剛（1928年2月2日〜1934年10月15日）
4. 有吉實（1935年6月11日〜1936年3月31日）
5. 有吉實（1936年6月3日〜1943年3月17日）
6. 八木林作（1943年7月12日〜1946年11月20日）

- 公選

1. 六島誠之助（1947年4月6日〜1951年4月4日）
2. 阪本勝（1951年4月25日〜1954年11月13日）
3. 薄井一哉（1954年12月14日〜1966年12月11日）石川県石川郡出身。
4. 篠田隆義（1966年12月12日〜1978年12月11日）奈良県吉野郡出身。
5. 野草平十郎（1978年12月12日〜1990年12月11日）
6. 二代目・六島誠之助（1990年12月12日〜1994年12月11日）
7. 宮田良雄（1994年12月12日〜2002年12月11日）
8. 白井文（2002年12月12日〜2010年12月11日）
9. 稲村和美（2010年12月12日〜2022年12月1日）
10. 松本眞（2022年12月2日〜）

- 市長職代理者

1. 櫻井忠剛（市長臨時代理者、1916年4月1日〜1916年8月10日）
2. 古城林（市長職務管掌地方事務官、1936年4月1日〜1936年6月2日）
3. 寺畑春雄（市長職務代行者市事務吏員、1954年11月14日〜1954年12月13日）

### 警察
市内に兵庫県警尼崎北・尼崎東・尼崎南の3警察署が置かれている。

### 消防
尼崎市消防局が管理する。中・東・西・北の4消防署と、中署に三和分署、東署に常光寺出張所、西署に武庫分署と大庄出張所、北署に園田分署と塚口出張所がある。

### 水道
尼崎市公営企業局が管理する。市役所近くに別の庁舎を設けている。

### ゴミ
尼崎市経済環境局環境部の管理で、市湾岸部に2つの清掃工場（クリーンセンター）を設置し、処理を行っている。
2002年より家庭系ごみでは指定袋制を採用している。指定ゴミ袋制度の4つの根拠は次のようなものである。
- 中身の見える袋に統一して、分別の徹底を図る。
- ごみ減量・リサイクルのシンボルと位置づけ、その促進を図る。
- 家庭系ごみと事業系ごみの区分の明確化を図る。
- 収集・処理作業中の事故防止。

ゴムや皮革類・プラスチック類を含む「燃やすごみ」、主に食品系の缶を含む「びん・缶・ペットボトル」、「紙類・衣類」、小型家電・刃物類・ガラス類・スプレー缶などを含む「金属製小型ごみ」、溝の泥、屎尿（）などの区分があり、地区ごとに設定された指定日に戸別収集が行われる。動物の死体や、大型家電などリサイクルシステムのないごみの収集は、別途の申し込みと処理にあたっての処理券の購入が必要である。クリーンセンターへの持ち込みも可能。

### 国の機関
- 法務省
  - 神戸地方検察庁尼崎支部
  - 尼崎区検察庁
  - 西宮区検察庁
  - 大阪拘置所尼崎拘置支所
  - 神戸保護観察所尼崎駐在官事務所
  - 神戸地方法務局尼崎支局
  - 阪神公証センター
- 財務省
  - 尼崎税関支署
  - 大阪国税局尼崎税務署
  - 大阪国税局業務センター阪神分室
  - 日本政策金融公庫尼崎支店
- 厚生労働省
  - 尼崎労働基準監督署
  - 尼崎公共職業安定所
  - 高齢・障害・求職者雇用支援機構 兵庫支部
  - 日本年金機構 尼崎年金事務所
- 国土交通省
  - 近畿地方整備局猪名川河川事務所園田出張所
- 経済産業省・財務省
  - 商工組合中央金庫尼崎支店
- 金融庁・経済産業省
  - 兵庫県信用保証協会阪神事務所

### 兵庫県の機関
- 阪神南県民センター
- 尼崎港管理事務所
- 兵庫県旅券事務所 尼崎出張所
- 兵庫県立尼崎総合医療センター
- 兵庫県動物愛護センター

### 不祥事

#### USBメモリ紛失事件
- 2022年6月21日、尼崎市から業務委託を受けていたBIPROGY関西支社の再々委託先の会社の社員[27]が、市政情報センターより市臨時給付金コールセンターへのデータ移管作業後に、市民全員にあたる約46万人の「個人情報、納税情報、非課税世帯情報、生活保護・児童手当需給情報」の記録されたデータを削除せず持ち出し、帰宅途中にBIPROGY関西支社の社員2名と協力会社社員1名の計4名で居酒屋へ立ち寄り飲酒後、個人情報が入っているUSBメモリー2本を紛失した[28]。6月23日にこのUSBメモリー紛失について発表・記者会見を行ったが、捜索した結果、翌日の24日に当該社員の自宅ではない吹田市内のマンション敷地でUSBメモリーが入れられた鞄（）ごと発見された。情報漏洩（）は確認されていないとしているが、メモリーを回収し情報流出の有無を改めて調べている[29]。
- 2022年6月27日、尼崎市は、当該業務委託に係る契約書をBIPROGYとの間で締結した[30][31]。
- 2023年6月9日、尼崎市はBIPROGYに対し第三者委員会の設置などの調査に要した費用など約2950万円の損害賠償を求める文書を送付したと発表した[32]。

## 議会

### 兵庫県議会
- 選挙区：尼崎市選挙区
- 定数：7人
- 任期：2023年4月30日 - 2027年4月29日
- 当日有権者数：380,861人
- 投票率：34.71％

| 候補者名 | 当落 | 年齢 | 所属党派     | 新旧別 | 得票数   |
| -------- | ---- | ---- | ------------ | ------ | -------- |
| 大原隼人 | 当   | 45   | 日本維新の会 | 新     | 21,150票 |
| 小泉弘喜 | 当   | 41   | 公明党       | 現     | 17,699票 |
| 丸尾牧   | 当   | 58   | 無所属       | 現     | 17,260票 |
| 谷井勲   | 当   | 58   | 公明党       | 現     | 16,683票 |
| 庄本悦子 | 当   | 68   | 日本共産党   | 現     | 16,549票 |
| 徳安淳子 | 当   | 61   | 日本維新の会 | 現     | 15,336票 |
| 黒川治   | 当   | 63   | 自由民主党   | 現     | 12,920票 |
| 大谷勘介 | 落   | 44   | 自由民主党   | 現     | 10,060票 |
| 小西彦治 | 落   | 51   | 無所属       | 元     | 2,737票  |

### 衆議院
- 任期：2021年（令和3年）10月31日 - 2025年（令和7年）10月30日（「第49回衆議院議員総選挙」参照）

| 選挙区                | 議員名   | 党派名 | 当選回数 | 備考   |
| --------------------- | -------- | ------ | -------- | ------ |
| 兵庫県第8区（尼崎市） | 中野洋昌 | 公明党 | 4        | 選挙区 |

## 裁判所
- 神戸地方裁判所尼崎支部
- 神戸家庭裁判所尼崎支部
- 尼崎簡易裁判所

## 交通
市内は鉄道網・道路網ともに充実しており、港湾も有するほか、近隣には空港も立地している。

### 鉄道
西日本旅客鉄道（JR西日本）
- 東海道本線（JR神戸線）
  - 尼崎駅 - 立花駅
- 福知山線（JR宝塚線）
  - 尼崎駅 - 塚口駅 - 猪名寺駅
- JR東西線
  - 尼崎駅

阪急電鉄（阪急）
- 神戸本線
  - 園田駅 - 塚口駅 - 武庫之荘駅
- 伊丹線
  - 塚口駅

阪神電気鉄道（阪神）
- 本線
  - 杭瀬駅 - 大物駅 - 尼崎駅 - 出屋敷駅 - 尼崎センタープール前駅 - 武庫川駅[注釈 3]
- 阪神なんば線[注釈 4]
  - 尼崎駅 - 大物駅

- 市の中心駅：JR尼崎駅・阪神尼崎駅

この他、市の北部を山陽新幹線が通り抜けているが駅はない。新大阪駅が最寄駅となる。

### 道路
- 高速道路
  - 名神高速道路（尼崎インターチェンジ）

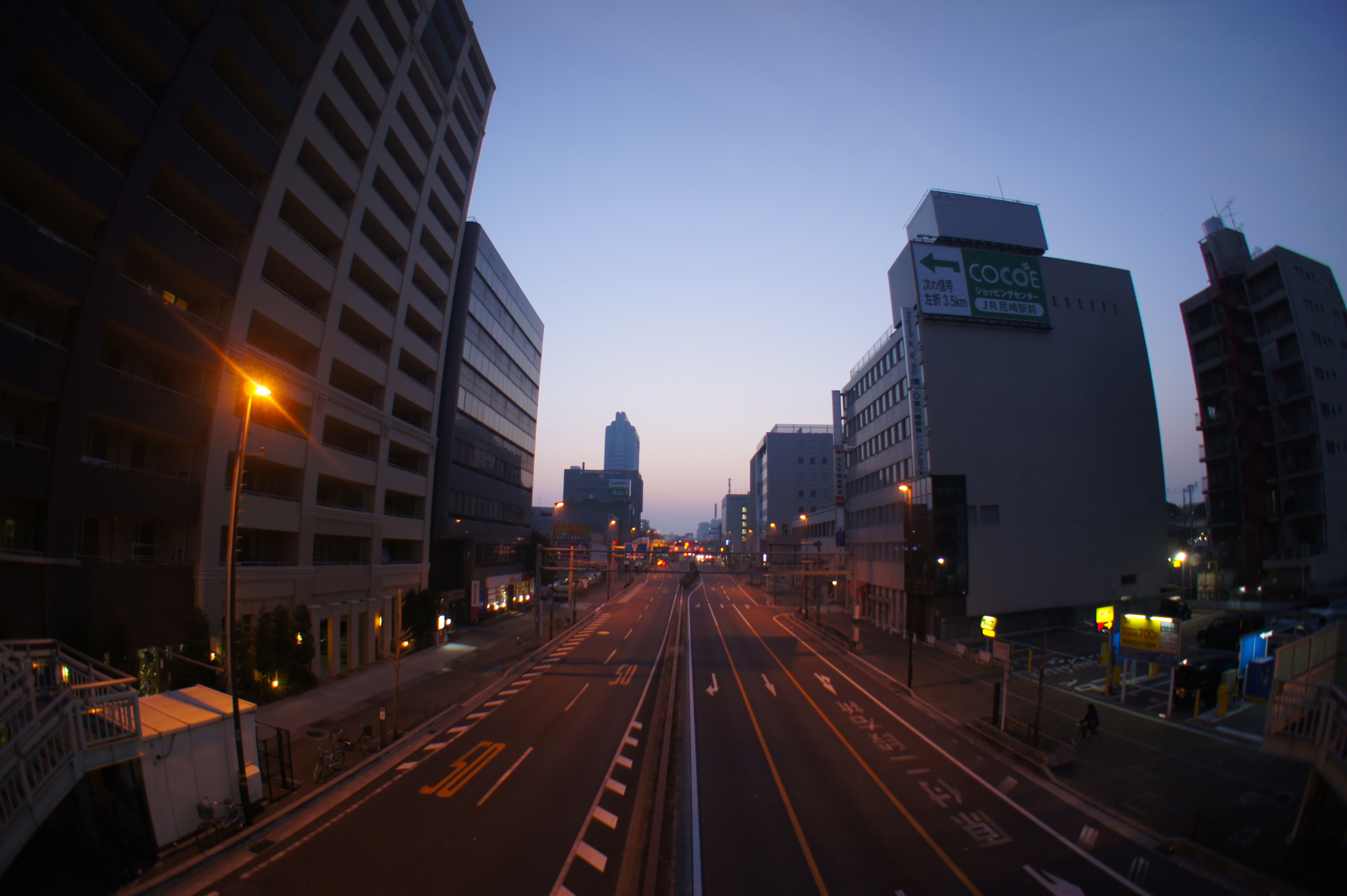
国道2号線
（十間交差点の歩道橋より大阪方面を望む）

    - 北東部の園田地区では隣の豊中市にある豊中インターチェンジが最寄りとなる地域もある。

  - 阪神高速3号神戸線（尼崎東出口・尼崎西出入口）
  - 阪神高速5号湾岸線（尼崎東海岸出入口・尼崎末広出入口）
- 一般国道
  - 国道2号（阪神国道）
  - 国道43号（第二阪神国道）
  - 国道171号（西国街道）
- 主要地方道
  - 兵庫県道13号尼崎池田線（玉江橋線もしくは産業道路）
  - 大阪府道・兵庫県道41号大阪伊丹線（一部・園田橋線、山手幹線、近松線および田能通り）
  - 兵庫県道42号尼崎宝塚線（尼宝線）
  - 兵庫県道57号尼崎港線（玉江橋線の国道2号〜43号間および五合橋線の国道43号以南）
  - 兵庫県道74号尼崎停車場線（長洲線）
- 県道
  - 兵庫県道142号米谷昆陽尼崎線（五合橋線）
  - 兵庫県道192号尼崎港崇徳院線（尼宝線の国道2号以南）
  - 兵庫県道336号東富松御願塚線
  - 兵庫県道338号高田久々知線（山幹通りの一部）
  - 兵庫県道339号昭和東本町線（大物線の一部）
  - 兵庫県道341号甲子園尼崎線（出屋敷線）
  - 兵庫県道・大阪府道606号西宮豊中線
- その他の広域幹線道路
  - 山手幹線（山幹通り）
- 主な市道（上記記載外の通り名）
  - 弥生線
  - 食満（けま）通り
  - 田能通り
  - 橘通り
  - 大庄武庫線
  - 波洲通り
  - 道意線
  - 七松線
  - 琴浦通り（旧国道）

### バス
- 阪神バス[注釈 5]
  - かつては尼崎市営バスが市内全域を運行していたが2016年（平成28年）3月19日をもって廃止。移譲を受けた阪神バスが翌3月20日より尼崎市内線として運行。系統番号もそのまま使用している。
  - その他、阪神線と呼ばれる路線網（旧来の阪神電鉄バスの流れを汲む路線）が阪神国道（国道2号）、尼宝線（県道42号）を中心に、宝塚市や西宮市方面へ運行している。こちらは系統番号がない。
- 尼崎交通事業振興
  - 阪急塚口駅、阪神尼崎駅発着の一部路線を運行。阪神バス尼崎市内線との共同運行または管理受託路線を担当。尼崎市の外郭団体。営業上・利用上は阪神バス尼崎市内線と同じ扱い。
- 阪急バス
  - 伊丹市の伊丹営業所[注釈 6]が阪神電車 - 阪急電車間の連絡路線や、尼崎市内から産業道路を経由して伊丹・川西能勢口方面を運行する縦断路線を担当。
  - 吹田市の吹田営業所は、阪急園田駅から豊中市内を経由して吹田市の江坂駅やJR南吹田駅を経由してJR吹田駅へ向かう路線を担当する[注釈 7]。
- 伊丹市営バス：伊丹市域より阪急塚口駅またはJR猪名寺駅に乗り入れる路線を運行。

阪神バス尼崎市内線・尼崎交通事業振興・伊丹市営バスは乗降方式が「前乗り後降り・料金先払い」、阪急バス・阪神バス（尼崎市内線を除く阪神線）は「後乗り前降り・後払い」である。市内の停留所は同じ箇所でも事業者で異なる場合も見られたが、2009年（平成21年）に一部停留所の名称統一を行うなど改善を行った。

### 港湾
- 尼崎西宮芦屋港（通称：尼崎港）

### ナンバープレート
尼崎市は、神戸ナンバー（兵庫運輸支局）を割り当てられている。

## 経済

### 市場
- 尼崎市公設地方卸売市場

### 商店街
- 尼崎中央・三和・出屋敷商店街
- 尾浜商店街
- 立花商店街
- 杭瀬商店街
- 武庫元町商店街
- 塚口商店街
- 園田商店街
- 武庫川中市場
- 新浜田市場
- 大和市場
- 西ナニワ商店街
- 武庫之荘一丁目　本通り商店街
- 上坂部商店街
- 長栄市場

### ショッピングセンター
- 塚口さんさんタウン
- グンゼタウンセンターつかしん
- あまがさきキューズモール
- アマドゥ
- リベル
- イオンスタイル尼崎
- ヨッテ杭瀬

### 金融
指定金融機関:三井住友銀行

### 企業
尼崎市に本社を置く企業
- 尼崎信用金庫
- 川上塗料
- 日本スピンドル製造
- 日本電子材料
- タクマ
- 皇漢堂製薬
- 木村化工機
- 大東精機
- ファースト住建
- いかりスーパーマーケット
- 大阪チタニウムテクノロジーズ
- TVE
- 神東塗料
- 住友精密工業（登記上の本店）
- メック
- グンゼスポーツ（グンゼタウンセンター つかしん内）
- 日本山村硝子
- 阪神バス
- SECカーボン
- ジェイアール西日本総合ビルサービス
- ジェイアール西日本デイリーサービスネット
- ジェイアール西日本商事
- JR西日本交通サービス
- JR西日本テクシア
- 日亜鋼業
- 神鋼鋼線工業
- 神崎高級工機製作所
- 高岡食品工業
- 関西熱化学
- 住化コベストロウレタン
- 大阪富士工業
- アマテイ
- レンゴーペーパービジネス
- ヤンマーエネルギーシステム
- クボタケミックス

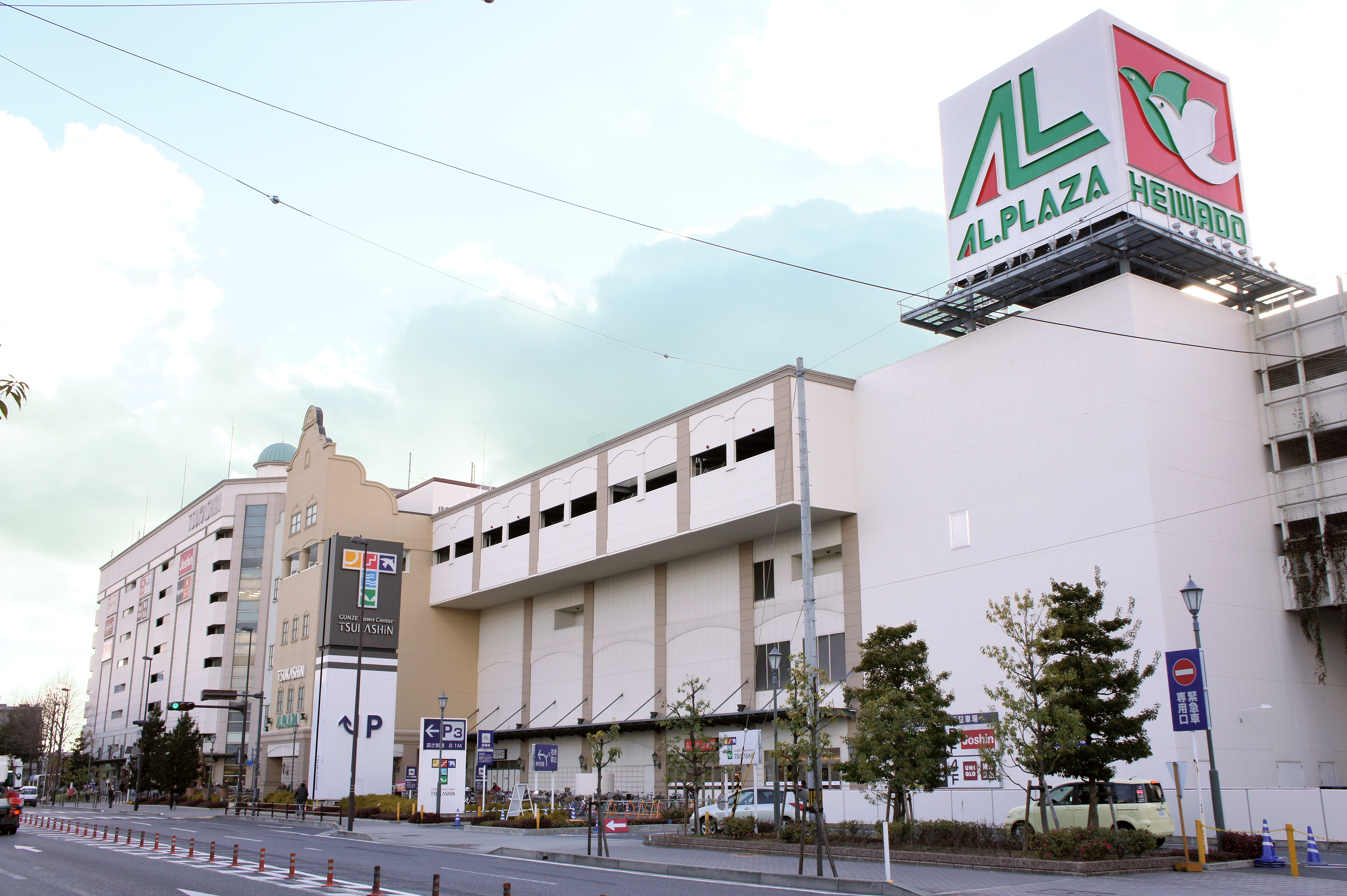
グンゼタウンセンター つかしん
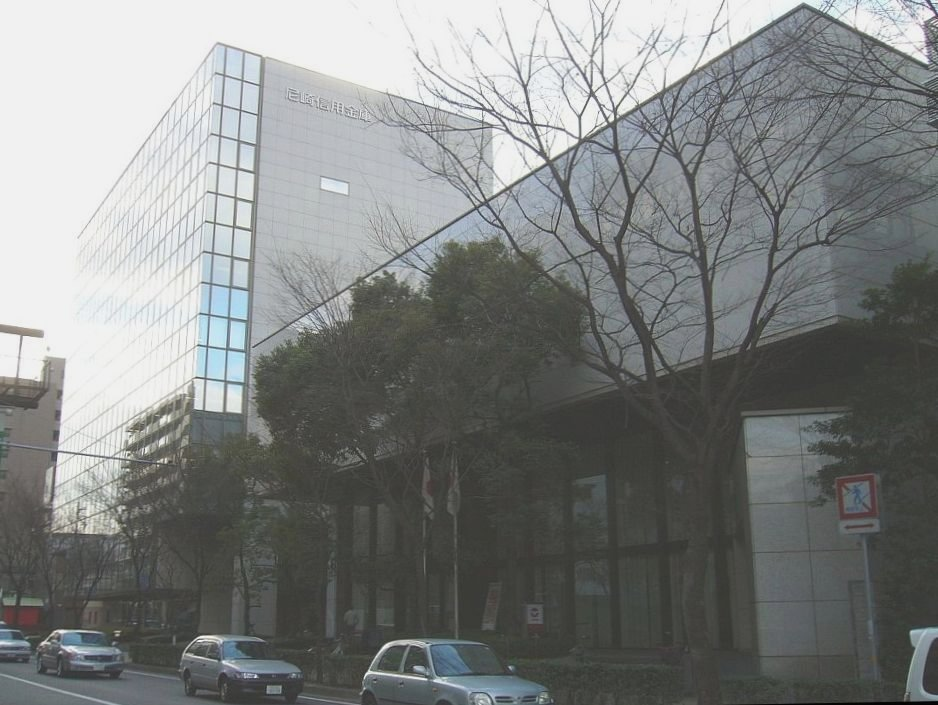
尼崎信用金庫

尼崎市に事業所を置く企業
- 日本製鉄関西製鉄所尼崎地区 尼崎研究開発センター
- 関西電力 尼崎実験センター
- エア・ウォーター 尼崎事業所
- 神鋼物流 関西物流センター
- クボタ 本社 阪神事務所 阪神工場
- 日油 尼崎工場 尼崎研究所
- ヤンマーパワーテクノロジー 特機事業部 尼崎工場 塚口工場
- AGC（創業地でもある）
- 三菱電機伊丹製作所 先端技術総合研究所
- 関西ペイント（登記上の本店）
- ダイセル 神崎工場
- 塩野義製薬 CMCイノベーションセンター
- 日鉄鋼板 西日本製造所 尼崎地区
- 大阪ソーダ 研究センター 尼崎工場
- 王子ホールディングス 尼崎研究所
- レンゴー 尼崎工場
- 森永製菓 関西支店
- 日立製作所 尼崎事業所
- 日立産機システム 関西支社
- 岩谷産業 中央研究所
- 岩谷瓦斯 生産本部近畿エリア 尼崎工場
- 住友ベークライト 尼崎工場 フィルム・シート研究所
- 日本エア・リキード 近畿支社
- 三菱ケミカル物流 尼崎油槽所
- 三菱電線工業 尼崎事業所
- 富士フイルム メディカルシステム開発センター 尼崎
- 富士フイルム和光純薬 大阪工場
- BASFジャパン 尼崎ディスプレイマテリアルラボ
- エーデルワイス 本部センター[注釈 9]・ギフト工場
- ヤマト運輸 阪神主管支店
- キリングループロジスティクス 西日本支社
- フジシール SxSセンター
- エクシオグループ 兵庫総合技術センタ
- 長瀬産業 ナガセアプリケーションワークショップ
- 池田模範堂 大阪支店
- コベストロジャパン（旧バイエル日本法人） イノベーションセンター
- 東海漬物 大阪支店 西日本物流センター
- 高周波熱錬 尼崎工場
- ラサール不動産投資顧問 ロジポート尼崎
- ESR 尼崎ディストリビューションセンター
- センコー 尼崎PDセンター
- GLP ALFALINK尼崎
- 日本通運 NEX尼崎
- オカムラ 大阪物流センター
- 郵船ロジスティクス 大阪ベイロジスティクスソリューションセンター
- アマゾンジャパン 尼崎フルフィルメントセンター
- Dynabook 西日本支社
- 安川電機 関西支店

尼崎市に縁のある企業
- 阪神電気鉄道 - 一時期尼崎に本社を設置
- ユニチカ - 1889年に設立された尼崎紡績を前身とする。
- エディオン - 前身企業のミドリ電化が本社を設置していた
- 洋菓子のヒロタ - 市内南武庫之荘に本社工場を置いていた
- コンフェクショナリーコトブキ - 市内水堂町に本社工場があった
- ヤンマーディーゼルサッカー部 - 現・セレッソ大阪。ヤンマー時代は尼崎市の本社工場直属のチームで工場敷地内に練習グランド[注釈 10] が、また試合は主に尼崎市記念公園陸上競技場や神戸市の神戸中央球技場（現：ノエビアスタジアム神戸）を使用していた
- エーエム・ピーエム・関西 - am/pmの近畿地方エリアフランチャイジーで2010年9月に事業本部を大阪市より移転[注釈 11]
- 三和シヤッター工業 - 1956年に前身の株式会社三和シヤッター製作所が設立された
- 長谷工コーポレーション - 1937年に個人企業の長谷川工務店が創業された
- キーエンス - 1974年に前身のリード電機株式会社が設立された
- SRSホールディングス - 1968年に前身の株式会社尼崎すし半本店が設立された
- エスフーズ - 1967年市内に前身の有限会社スタミナ食品が設立され、1983年まで本社と工場があった
- 近畿車輛 - 前身の田中車輛は尼崎市で創業。現在は東大阪市に本社・工場がある

外郭団体など
- 尼崎交通事業振興株式会社
- 尼崎市文化振興財団
- 尼崎市社会福祉協議会
- 尼崎人権啓発協会
- 尼崎市職員厚生会
- 尼崎市社会福祉事業団
- 尼崎健康医療財団
- あまがさき観光局
- 尼崎環境財団
- 尼崎市シルバー人材センター
- 尼崎地域産業活性化機構
- 近畿高エネルギー加工技術研究所
- 株式会社エーリック
- 尼崎緑化公園協会
- 尼崎市スポーツ振興事業団

## 寺社・旧跡・文化遺産
- 田能遺跡 – 国の史跡。弥生時代前期から古墳時代前期まで続いた遺跡で、竪穴建物や掘立柱建物の遺構が見つかっており、埋葬施設としては木棺墓や方形周溝墓、土坑墓などが見つかっている。日本の歴史公園100選に選ばれている。
- 近松門左衛門墓 – 国の史跡。久々知山広済寺の境内にあり、隣接して近松記念館や近松公園がある。
- 尼崎城址公園 – 城跡の一部に天守、石垣および土塀が模擬復元されている。隣接する中央図書館の南に面して尼崎城の棟瓦を保存する櫻井神社がある。
- 富松城 – 市の史跡。
- 興禅寺 – 栄西禅師ゆかりの禅宗の古刹、興禅護国論が有名。
- 尼崎戎神社 - 醍醐天皇以前の時代の創建であるという伝承が残されている、阪神本線尼崎駅の近くにある大鳥居がそびえ立つ神社。
- 寺町
  - 本興寺（法華宗本門流の大本山。開山堂、三光堂、方丈の3棟が国の重要文化財）
    - 数珠丸恒次（重要文化財。日蓮の護持刀。天下五剣の一つ）

  - 大尭山長遠寺（本堂、多宝塔の2棟が国の重要文化財）
  - 月峯山大覚寺（律宗の名刹。本堂東側に狂言堂を設け、節分会の折りには、豆まきとともに、念仏狂言が執り行なわれる）
  - 瑞雲山廣德寺（唱聞師）
- 補陀洛山慈眼院浄光寺（常光寺三丁目（奥ノ坊）。真言宗善通寺派。随心院末、紙本着色浄光寺縁起図/市指定重要文化財）[33]
- 富松神社（兵庫県指定重要文化財）
- 大物主神社
- 道慧山深正院（大物町） - 尼崎藩主の菩提寺であるが、本堂は明治になり、尼崎城の本丸御殿の一部を移築したものだが、戦災にて焼失している[34]。
- ユニチカ記念館 - 1900年竣工の西洋館、近代化産業遺産
- 尼崎市立大庄公民館 - 1937年竣工、村野藤吾設計、登録有形文化財
- 尼崎市役所開明庁舎 - 1937年竣工、登録有形文化財
- 尼崎運河 – 市内にある5つの運河の総称、近代化産業遺産（北堀運河、西堀運河、東堀運河、中掘運河）
- 東高洲橋 – 1966年竣工、東堀運河に架かる可動橋、土木学会選奨土木遺産
- 尼崎閘門（尼ロック） - 日本最大の閘門
- 遊女塚
- 大物崩れ
- 武庫大橋 - 1926年竣工、増田淳設計、土木学会選奨土木遺産
- 旧尼崎警察署 - 1926年竣工、置塩章設計

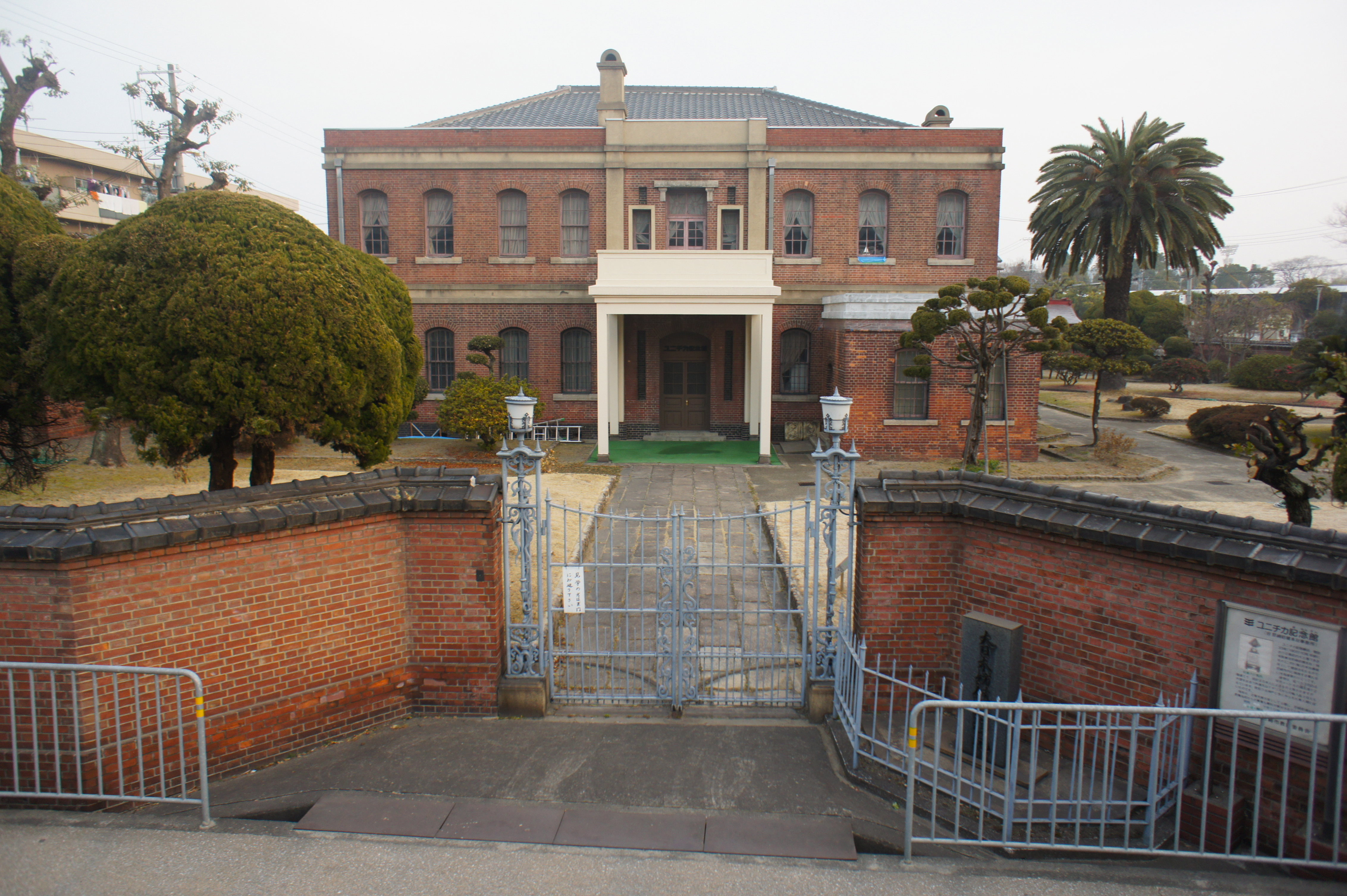
ユニチカ記念館

## 文化施設・スポーツ施設

### 博物館・史料館
- 世界の貯金箱博物館 - 1931年竣工、古塚正治設計、旧尼崎信用組合新本店
- 尼信博物館
- 尼崎市立歴史博物館 - 1938年竣工、旧尼崎市立高等女学校校舎、登録有形文化財
- 尼崎市立田能資料館
- 近松記念館
- シャレコーベミュージアム

### ホール・宿泊施設
- 尼崎市総合文化センター
  - あましんアルカイックホール - 日本音響家協会の優良ホール100選に選ばれている。
  - 都ホテル 尼崎
- 兵庫県立尼崎青少年創造劇場（ピッコロシアター） - 兵庫県立ピッコロ劇団の本拠地で日本音響家協会の優良ホール100選に選ばれている。
- 尼崎リサーチ・インキュベーションセンター
  - エーリックホール

### 図書館
- 尼崎市立図書館
  - 中央図書館
  - 北図書館

上記2館のほか、市内の各生涯学習プラザに図書室が設置されている。

### 公園・緑地
- 猪名川公園
- 武庫川河川敷緑地
- 尼崎の森中央緑地
- 元浜緑地
- 上坂部西公園・尼崎緑の相談所 - JR塚口駅下車の緑地公園
- 西武庫公園 - 1963年に開設された日本国内初の交通公園が前身
- ゼロカーボンベースボールパーク - 旧：小田南公園。2025年(共用予定)の阪神タイガース二軍本拠地施設、野球場、災害時一時避難・防災施設などを含む公園。
- 大物公園・大物川緑地 - 旧大物川の埋め立て緑地[35]。

### スポーツ施設
- 尼崎市記念公園
  - ベイコム陸上競技場
  - ベイコム総合体育館
  - ベイコム野球場
  - テニスコート
- 尼崎スポーツの森
- 尼っ子リンリン・ロード - 阪神尼崎駅を起点とし、尼崎スポーツの森を終点とする全長6kmの自転車道路。寺町、蓬川緑地、北堀運河、であい橋、尼ロックなどを結ぶ。
- ゼロカーボンベースボールパーク - 旧：小田南公園
  - 日鉄鋼板SGLスタジアム尼崎 - 2025年開業予定の阪神タイガース二軍本拠地球場[36][37][注釈 12]。
  - 尼崎市小田南野球場（仮称） - 旧：軟式野球場。同ベースボールパーク建設に併せて官民共同の市民球場として再整備される。

### 公営競技場
- 尼崎競艇場
- 園田競馬場

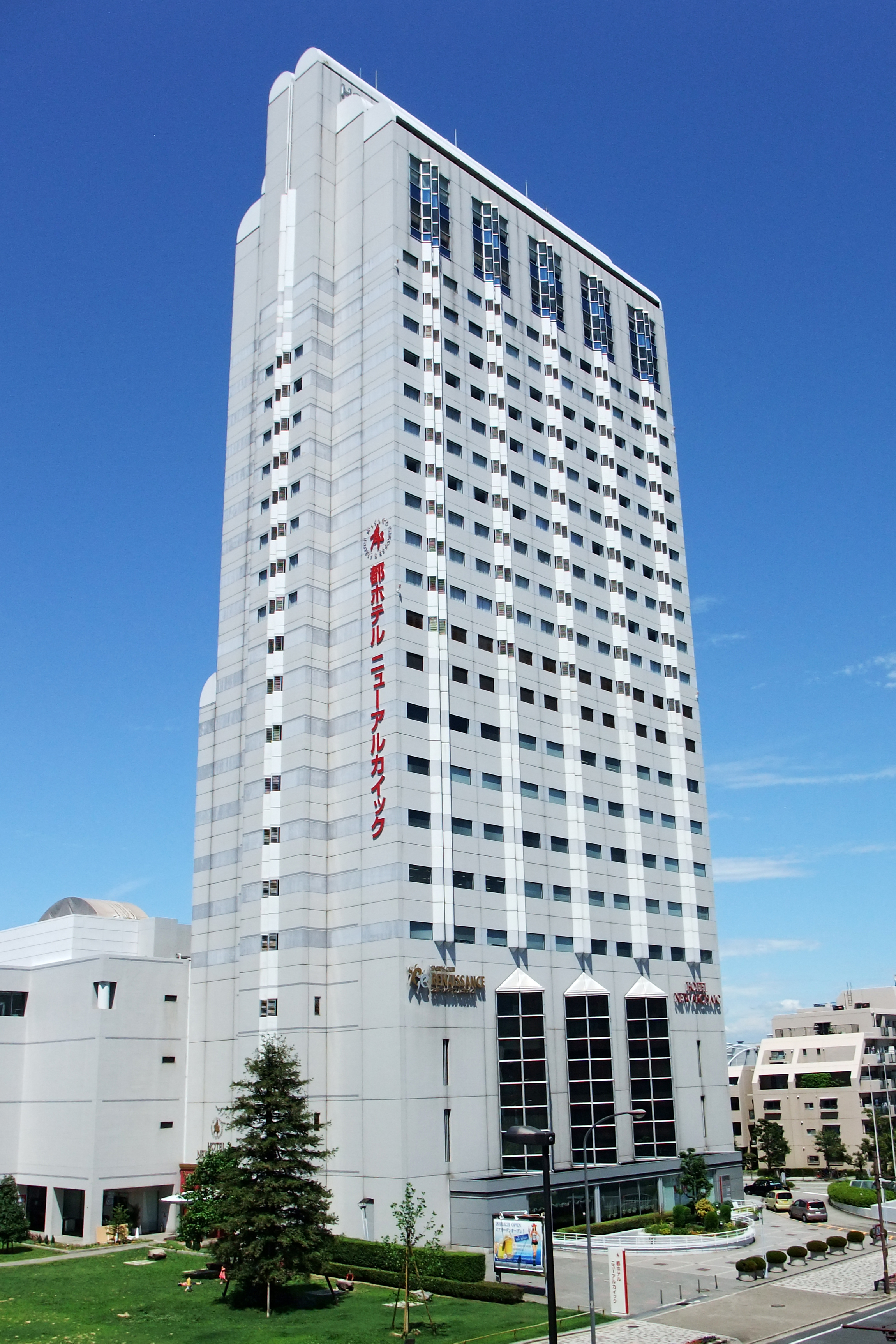
都ホテル 尼崎
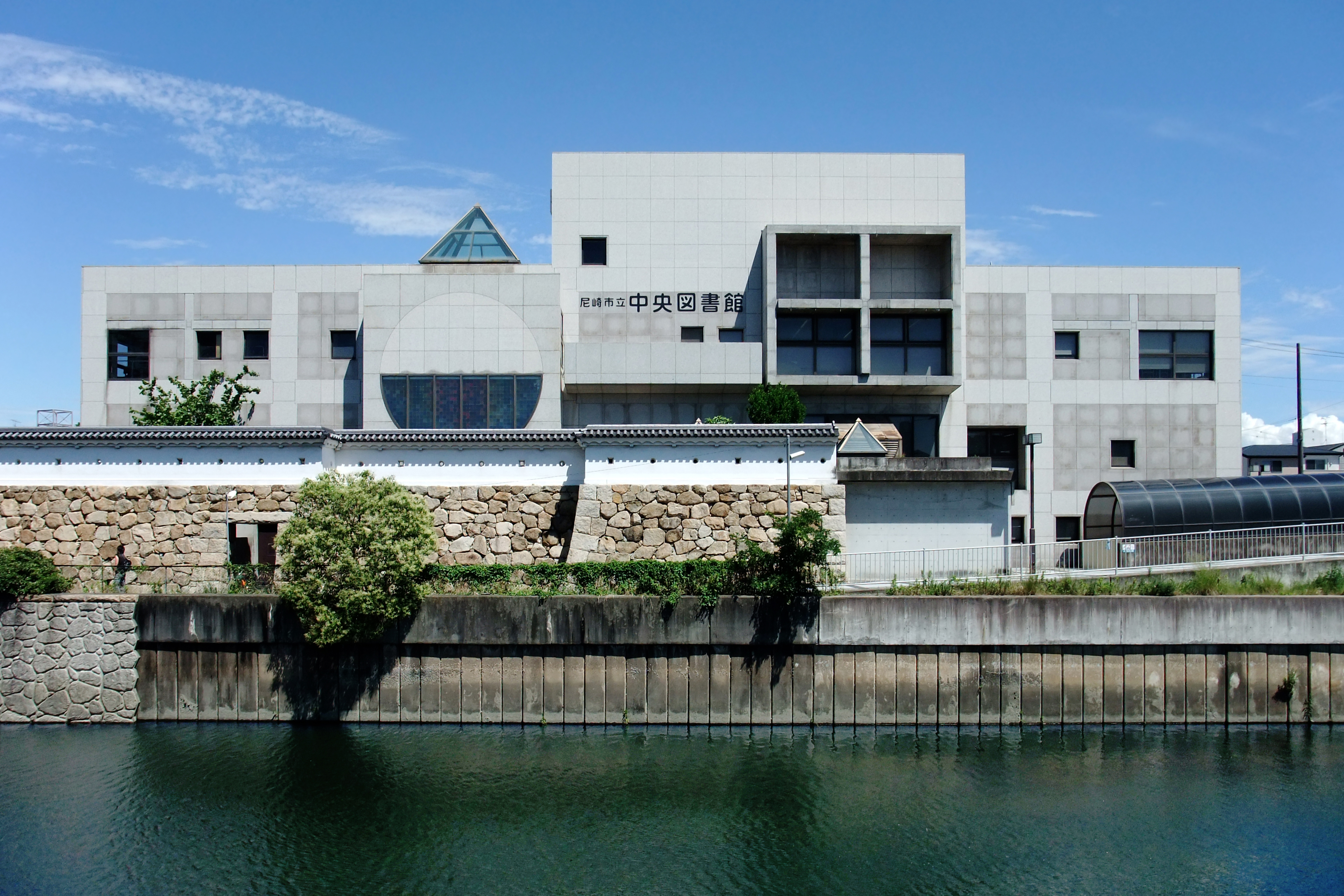
尼崎市立中央図書館
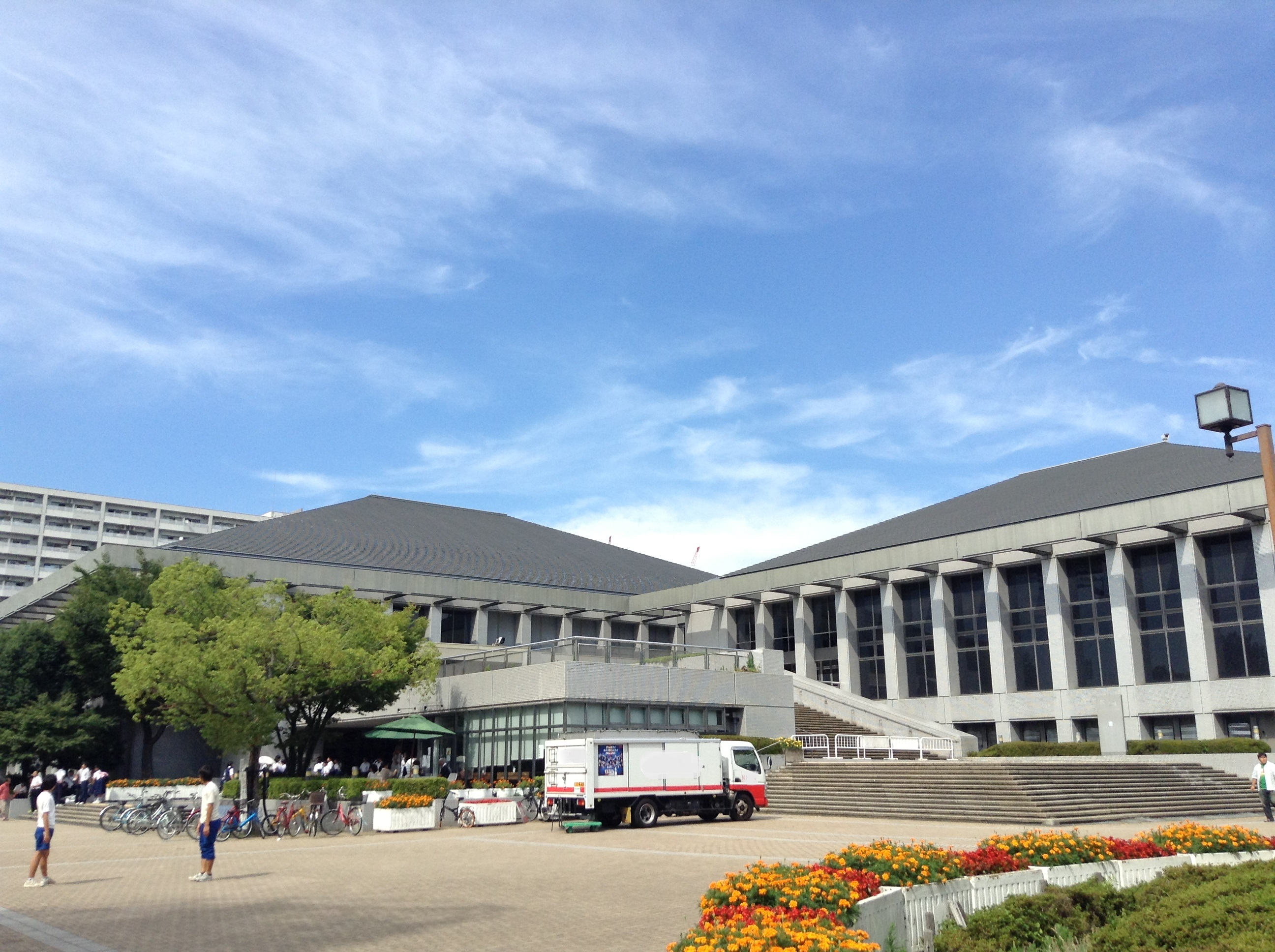
尼崎市記念公園
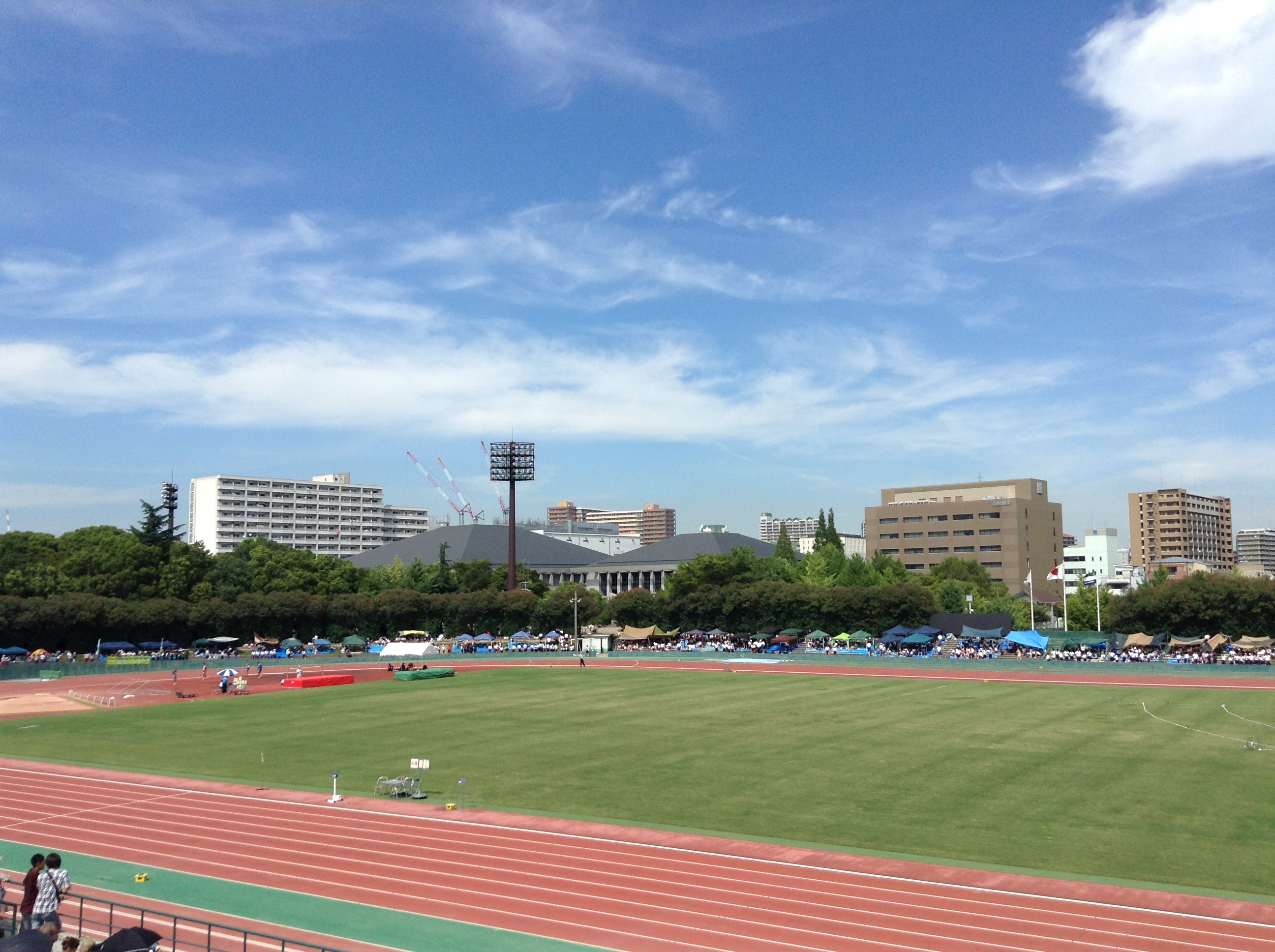
ベイコム陸上競技場

## マスメディア
- みんなのあま咲き放送局 - コミュニティFM局。もとは「エフエムあまがさき」として開局。2023年に事業を継承し現在に至る。
- ベイ・コミュニケーションズ - ケーブルテレビ。もとは「チャンネルウェーブあまがさき」として開局。周辺のケーブルテレビ局と合併し現在に至る。

## 教育
2004年（平成16年）に尼崎計算教育特区（そろばん特区）の認定を受けた。1953年（昭和28年）から2007年（平成19年）まで公立高校入試において総合選抜を実施。

### 大学

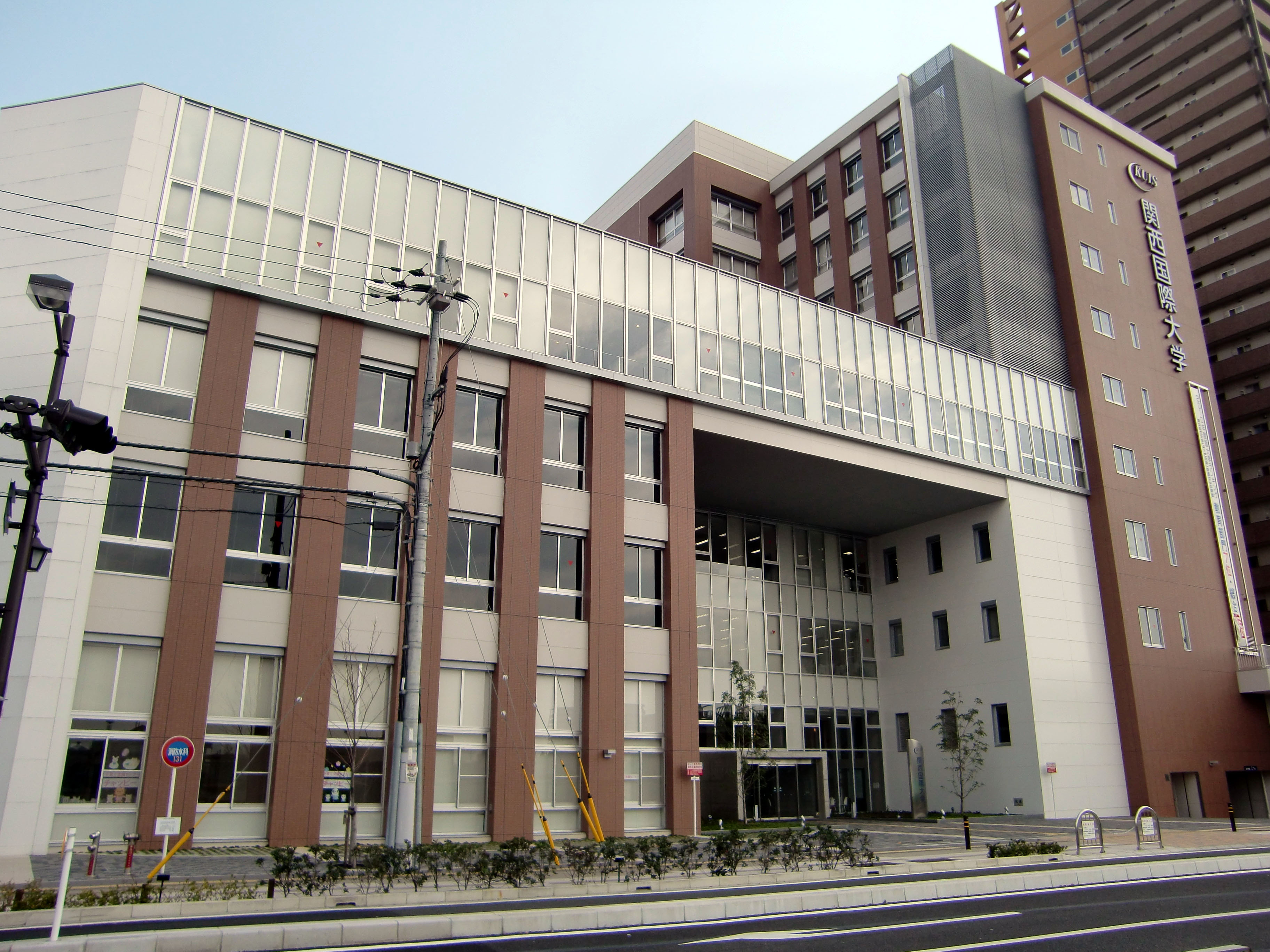
関西国際大学尼崎キャンパス

- 園田学園大学
- 関西国際大学（尼崎キャンパス）
- 宝塚医療大学（尼崎キャンパス）

### 短期大学
- 園田学園女子短期大学
- 産業技術短期大学

### 高等学校
- 尼崎市立尼崎高等学校
- 尼崎市立尼崎双星高等学校
- 尼崎市立琴ノ浦高等学校
- 兵庫県立尼崎高等学校
- 兵庫県立尼崎稲園高等学校
- 兵庫県立尼崎小田高等学校
- 兵庫県立尼崎北高等学校
- 兵庫県立尼崎工業高等学校
- 兵庫県立尼崎西高等学校
- 兵庫県立神崎工業高等学校
- 兵庫県立武庫荘総合高等学校

伊丹市の兵庫県立阪神昆陽高等学校はバスでのアクセスは本市側の方が容易となっている。

### 中学・高等併設学校
- 園田学園中学校・高等学校
- 百合学院中学校・高等学校

### 中学校
- 尼崎市立成良中学校/琴城分校
- 尼崎市立中央中学校
- 尼崎市立日新中学校
- 尼崎市立小田中学校
- 尼崎市立小田北中学校
- 尼崎市立大成中学校
- 尼崎市立大庄中学校
- 尼崎市立大庄北中学校
- 尼崎市立立花中学校
- 尼崎市立塚口中学校
- 尼崎市立武庫中学校
- 尼崎市立南武庫之荘中学校
- 尼崎市立武庫東中学校
- 尼崎市立常陽中学校
- 尼崎市立園田中学校
- 尼崎市立園田東中学校
- 尼崎市立小園中学校

### 幼稚園・小学・中学併設学校
- 尼崎朝鮮初中級学校

### 小学校
- 尼崎市立明城小学校
- 尼崎市立難波小学校
- 尼崎市立難波の梅小学校
- 尼崎市立竹谷小学校
- 尼崎市立下坂部小学校
- 尼崎市立潮小学校
- 尼崎市立長洲小学校
- 尼崎市立清和小学校
- 尼崎市立杭瀬小学校
- 尼崎市立浦風小学校
- 尼崎市立金楽寺小学校
- 尼崎市立浜小学校
- 尼崎市立大庄小学校
- 尼崎市立成文小学校
- 尼崎市立成徳小学校
- 尼崎市立わかば西小学校
- 尼崎市立大島小学校
- 尼崎市立浜田小学校
- 尼崎市立立花小学校
- 尼崎市立立花南小学校
- 尼崎市立立花西小学校
- 尼崎市立立花北小学校
- 尼崎市立名和小学校
- 尼崎市立塚口小学校
- 尼崎市立尼崎北小学校
- 尼崎市立水堂小学校
- 尼崎市立七松小学校
- 尼崎市立武庫小学校
- 尼崎市立武庫南小学校
- 尼崎市立武庫北小学校
- 尼崎市立武庫東小学校
- 尼崎市立武庫庄小学校
- 尼崎市立武庫の里小学校
- 尼崎市立園田小学校
- 尼崎市立園田北小学校
- 尼崎市立園和小学校
- 尼崎市立園和北小学校
- 尼崎市立園田東小学校
- 尼崎市立上坂部小学校
- 尼崎市立小園小学校
- 尼崎市立園田南小学校
- 百合学院小学校

### 特別支援学校
- 尼崎市立あまよう特別支援学校

伊丹市の兵庫県立阪神昆陽特別支援学校はバスでのアクセスは本市側の方が容易となっている。

## 医療
- 兵庫県立尼崎総合医療センター
- 関西労災病院
- 尼崎だいもつ病院
- 休日夜間急病診療所

## 文化
- 近松門左衛門（人形浄瑠璃） - 近松が摂津国、現在の尼崎市にあった広済寺の再興に際し寄進したゆかりをもつ。近松の町として様々な活動を行っている。
- 近松賞 - 近松門左衛門を記念して尼崎市が主催している公募脚本賞
- 新人お笑い尼崎大賞 - エフエムあまがさきが主催しているお笑いコンクール。
- 尼いも（尼崎市で栽培される農作物）
- ゆるキャラ
  - あまっこ - もとは尼崎市交通局（市バス）のキャラクターであったが、交通局廃止に伴い尼崎市シティープロモーションマスコットになった[38]。
  - ちっちゃいおっさん - 市は非公認だが、大阪弁を喋るゆるキャラとして人気上昇。様々なメディアに出演する。
  - ガサキングα - 混沌とした三和市場のシャッターを破壊する為に生まれたゆるくないゆるキャラ。
- 落第忍者乱太郎（忍たま乱太郎） - 原作者の尼子騒兵衛が尼崎出身で、登場人物名が尼崎の地名に由来する。
- 薪能 - 大物ゆかりの船弁慶や富松薪能が毎年行われている。
- 市民まつり - 毎年十月に行われる市内最大のお祭り。
- みんなのサマーセミナー - 参加者がセンセイにもセイトにもなれる学校ごっこの催し。

## 尼崎市出身の人物
※五十音順

### 政治・行政・経済・法曹
- 市川晃（住友林業会長、経済同友会副代表幹事）
- 井上敬一（実業家、作家、コミュニケーションデザイナー）
- 井上芳治（環境設計代表取締役）
- 大島眞一（大阪高等裁判所部総括判事、神戸大学教授）
- 喜岡浩二（カゴメ社長、日本ソース工業会会長）
- 岸田光広（衆議院議員、元尼崎市議会議員）
- 鴻池祥肇（内閣官房副長官[39]、防災担当大臣兼構造改革特区担当大臣[40]、参議院議員)
- 齊藤健一郎（参議院議員）
- 阪本勝（衆議院議員、第9代尼崎市長、第36代・第37代兵庫県知事）
- 関口房朗（実業家）
- 多田元（弁護士、全国不登校新聞社代表理事）
- 中馬興丸（衆議院議員、中馬病院長）
- 土井正治（住友化学工業社長、同会長）
- 樋口武男（大和ハウス工業最高顧問）
- 平松邦夫（第18代大阪市長、毎日放送アナウンサー）
- 松本敦司（総務省行政管理局長、第32代船橋市副市長）[41]

### 学術・文化・芸術
- 青木光恵（漫画家）
- 赤松玉女（画家、京都市立芸術大学理事長兼学長）
- 尼子騒兵衛（漫画家、『忍たま乱太郎』原作者）
- 綾峰欄人（漫画家）
- 今尾文昭（考古学者）
- 上原哲太郎（立命館大学教授・情報セキュリティ学者）
- 上村忠男（東京外国語大学名誉教授、ヨーロッパ思想史）
- 大西幸仁（画家、元漫才師：ちゃらんぽらん）
- 奥田安弘（法学者）
- 岡本佳男（高分子化学者）
- 春日あかね（漫画家）
- 柄谷行人（文芸評論家）
- 契沖（江戸時代の国学者）
- 斎藤通紀（京都大学ヒト生物学高等研究拠点長・生命科学者）
- 塩田武士（小説家）
- 清水雅彦 (憲法学者)
- 白髪一雄（抽象画家）
- 津堅信之（アニメーション研究者）
- 戸部けいこ（漫画家）
- 中島らも（作家）
- 永田禎彌（洋画家）
- 中根櫻亀（ガラス職人・美術作家）
- 中山万里（写真家）
- 難波啓一（大阪大学大学院生命機能研究科特任教授・生物物理学者）
- 萩原淳（将棋棋士）
- 朴一（大阪市立大学名誉教授・経済学者）
- 古林英一（経済学者）
- 水谷愛（漫画家）
- 村田顕弘（将棋棋士）
- 村山明（木工芸家）
- 森村茂樹（精神科医・兵庫医科大学創設者）
- 矢上裕（漫画家）
- 矢沢あい（漫画家、『NANA』作者）
- 山崎哲秀（極地探検家）
- 山下絹代（ゲームミュージック作曲家）

### 芸能・マスコミ
- 赤阪侑子（お笑いコンビ：アルミカン）
- あまゆーず（歌手）
- あみか（TikToker・YouTuber：フォーエイト48）
- 池田美千瑠（元劇団四季ダンサー、プロ振付師）
- 井上竜夫（喜劇俳優：吉本新喜劇）
- 今別府直之（お笑いタレント）
- 上原れな（歌手）
- 内片輝（テレビプロデューサー・ディレクター）
- 大川藍（ファッションモデル・元アイドリング!!!）
- 大槻りこ（ラジオパーソナリティ）
- 岡八郎（喜劇俳優：元吉本新喜劇）
- 岡田理沙 （九州朝日放送アナウンサー）
- ナ酒渚（お笑いタレント）
- 賀集利樹（タレント、俳優）
- 数原龍友（歌手：GENERATIONS from EXILE TRIBE）
- 勝谷誠彦（ジャーナリスト）
- 加藤健二郎（軍事ジャーナリスト）
- 神谷早矢佳（声優）
- Gero（歌手）
- 小泉萌香（声優）
- COBRA（バンド）
- 佐山雅弘（ジャズピアニスト）
- 紫艶（演歌歌手）
- 島木譲二（コメディアン）
- じゅんいちダビッドソン（お笑いタレント）
- 杉浦美香（ジャーナリスト、著作家、元産経新聞記者）
- 千堂あきほ（タレント）
- 高須光聖（放送作家）
- 高田浩吉（俳優）
- 高橋智（お笑いタレント：へびいちご）
- 瀧山あかね（ABEMA専属アナウンサー・元タレント、元NMB48）
- 田野アサミ（声優・タレント・女優、元BOYSTYLE）
- チャンス大城（お笑いタレント）
- 辻史彦（朝日放送テレビプロデューサー）
- 豊田穂乃花 （ラジオDJ）
- ニーコ（声優）
- 西村勇気（テレビ熊本アナウンサー・元NHKアナウンサー）
- 野村明大（読売テレビアナウンサー）
- 浜田雅功（お笑いコンビ・ダウンタウン）※大阪市生まれ
- HEATH（ミュージシャン：X JAPAN）
- 平野亮一（ロイヤル・バレエ団）
- 平山昌雄（お笑いタレント）
- 福留光帆（タレント、元AKB48）
- マギー（モデル・タレント）
- 松井朝敬（JAZZ演奏家）
- 松尾諭（俳優）
- 松島庄汰（俳優）
- 松田凌（俳優）
- 松本隆博（シンガーソングライター、NPO法人理事、松本人志の兄） - 長洲、潮江で育つ[42]。
- 松本人志（お笑いコンビ・ダウンタウン）[42]
- 三江彩花（女優、歌手、タレント）
- 溝下創（ラブハンドルズ）
- 雅原慶（ミュージカル俳優）
- 南果歩（女優）
- モーゼス夢 （タレント）
- 森昭一郎（フジテレビアナウンサー）
- 安田章大（SUPER EIGHT）
- 矢野勝也（お笑いタレント：矢野・兵動）
- 山本精一（ミュージシャン）
- 悠以（シンガーソングライター）
- 吉田健志（フォークシンガー）
- 留依まきせ（元宝塚歌劇団宙組男役）
- Les.R（歌手）

### スポーツ
- 浅井咲希（プロゴルファー）
- 石田吉平（ラグビー選手）
- 大垣正二郎（日本スナッグゴルフ協会理事）
- 岸潤一郎（埼玉西武ライオンズ選手）
- 救世忍者乱丸（プロレスラー）
- 呉季依典（ラグビー選手）
- 小林可夢偉（元F1ドライバー）
- ジェイ・リザーランド（競泳選手）
- 翔月なつみ（プロレスラー）
- 堂安律（プロサッカー選手、SCフライブルク所属）
- 床田寛樹（広島東洋カープ投手）
- 根塚洸雅（ラグビー選手）
- 根塚聖冴（ラグビー選手）
- 野本建吾（プロバスケットボール選手）
- 前田穂南（女子陸上競技・マラソン選手）
- 宮西尚生（北海道日本ハムファイターズ投手）
- 宮部藍梨（バレーボール選手）
- 宮部愛芽世（バレーボール選手）

現役引退
- 池山隆寛（プロ野球選手）
- 伊原正樹（プロ野球投手）
- 伊良部秀輝（プロ野球選手）
- 江夏豊（プロ野球選手）
- 大西宏明（プロ野球選手）
- 岡田功（プロ野球審判）
- 奥大介（サッカー日本代表）
- 金刃憲人（プロ野球投手）
- 狩野亜由美（北京五輪ソフトボール代表）
- 神嵜重太郎（大相撲力士）
- 菊池宏之（プロバスケットボール選手）
- 極芯道貴裕（大相撲力士）
- 堂安憂（プロサッカー選手、堂安律実兄）
- 歳内宏明（プロ野球選手）
- 栃乃若導大（大相撲力士）
- 西中憲四郎（大相撲力士）
- 野間口貴彦（プロ野球選手）
- 羽田耕一（プロ野球選手）
- 浜中祥和（プロ野球選手）
- 羽子錦徳三郎（大相撲力士）
- 廣瀬芽（北京五輪ソフトボール代表）
- 細川大輔（競泳選手）
- 松本匡史（プロ野球選手）
- 的場寛一（プロ野球選手）
- 水沼四郎（プロ野球選手）
- 宮本洋二郎（プロ野球選手）
- 武哲山剛（大相撲力士）
- 村山実（プロ野球選手、市内に銅像と手形がある）

### ゆかりの人物
行政
- 黒田武一郎 - 宮内庁次長、総務事務次官。伊丹市生まれ当市育ち、尼崎市立武庫中学校卒業。

学術
- 上昌広 - 医師・NPO法人医療ガバナンス研究所理事長。10歳から17歳まで市内に住んだ。
- 佐川眞人 - 研究者・実業家。尼崎市立尼崎高等学校を卒業。ネオジム磁石発明者でありエリザベス女王工学賞者。

文化・芸能
- 井上文太（画家、大阪府生まれ）
- 岩崎なおあき（タレント）
- 桂米朝 (3代目)（落語家、生前武庫之荘在住）
  - 米朝の長男である桂米團治 (5代目)も市内で育ち、米朝一門では桂吉弥も在住[43] するなどゆかりがある。
- 門澤清太（フジテレビプロデューサー、大阪市生まれ当市育ち）
- 塩塚博（作曲家、山陽電車などの発車メロディで知られる。横浜市生まれ当市育ち）
- 近松門左衛門（江戸時代の浄瑠璃・歌舞伎作者、市内に墓所あり）
- 成田亨（画家・彫刻家:ウルトラマン、ウルトラセブンなどのデザイナー）
- 西村瑞樹（お笑いタレント：バイきんぐ）中学入学時から約10年間市内に住んだ。
- 豊島将之（将棋棋士、一宮市出身、尼崎市在住[44]）

スポーツ
- 玉の海梅吉（大相撲力士・解説者、生前市内に在住）
- 浜中祥和（元プロ野球選手、尼崎市生まれ、福井県小浜市育ち）
- 山崎哲秀（極地探検家、尼崎市生まれ、福井県若狭地方育ち）
- 米田哲也（元プロ野球選手、市内在住）

## 市外局番
兵庫県に属するが、市全域が大阪市（一部地域を除く）、豊中市、吹田市、守口市及び東大阪市（旧布施市域のみ）、門真市（一部地域除く）などと同じ、市外局番「06」になっていて、通話料金も大阪府扱いである。ただし、西日本電信電話（NTT西日本）の事業区域では兵庫県扱いになっている。この理由は、大阪市との経済的な結びつきが強い尼崎市が、1954年（昭和29年）に市外局番が適用された際に、尼崎市も大阪市内と同じ通話料金で利用できるようにとの配慮で、尼崎市が日本電信電話公社に、工事費の一部として約2億円の電信電話債券を引き受け、大阪市と同じ市外局番になったという経緯がある。当時は市外局番が同じ場所へ通話をする際の料金（市内通話）が、市外局番が違う場所の半分で済んでいたことから、尼崎市は大きな恩恵を受けた。また、かつて大阪市までしか通っていなかった電話を、どうしても尼崎まで通してほしいということで、有限責任尼崎紡績会社（現在のユニチカ）が1890年に自費で尼崎市まで電話線をひいたという逸話もある。